# Clube de Astronomia do Rio de Janeiro
Clube de Astronomia do Rio de Janeiro é uma associação civil voltada para a divulgação e ensino da astronomia e ciências afins em âmbito amador. Foi fundada por um grupo no fim de 1975 no município do Rio de Janeiro, começando a funcionar a partir de 1976.
Entre seus fundadores estava o astrônomo e físico Dr. Ronaldo Mourão.